# Liste der Biografien/Haux
Liste der Biografien |
Portal Biografien |
Personensuche
# |
A |
B |
C |
D |
E |
F |
G |
H |
I |
J |
K |
L |
M |
N |
O |
P |
Q |
R |
S |
T |
U |
V |
W |
X |
Y |
Z |
?
 
Ha |
Hd |
He |
Hi |
Hj |
Hk |
Hl |
Hm |
Hn |
Ho |
Hr |
Hs |
Ht |
Hu |
Hv |
Hw |
Hy
 
Haa |
Hab |
Hac |
Had |
Hae–Haf |
Hag |
Hah |
Hai |
Haj |
Hak |
Hal |
Ham |
Han |
Hao |
Hap |
Haq |
Har |
Has |
Hat |
Hau |
Hav |
Haw |
Hax |
Hay |
Haz
 
Haua |
Haub |
Hauc |
Haud |
Haue |
Hauf |
Haug |
Hauk |
Haul |
Haum |
Haun |
Hauo |
Haup |
Haur |
Haus |
Haut |
Hauv |
Hauw |
Haux |
Hauy |
Hauz
Die Liste der Biografien führt alle Personen auf, die in der deutschsprachigen Wikipedia einen Artikel haben. Dieses ist eine Teilliste mit 6 Einträgen von Personen, deren Namen mit den Buchstaben „Haux“ beginnt.

## Haux
- Haux, Emmi (1904–1987), deutsche Leichtathletin
- Haux, Ernst Theodor (1863–1938), deutscher Industrie-Manager
- Haux, Friedrich (1860–1929), deutscher Unternehmer in der Textilindustrie
- Haux, Friedrich (1887–1966), deutscher Unternehmer in der Textilindustrie und Politiker (DVP), MdL
- Haux, Jan Thilo (1919–2001), deutscher Regieassistent, Kameramann und Fernsehmoderator

### Hauxn
- Hauxner, Malene (1942–2012), dänische Landschaftsarchitektin und Professorin